# Кургани Дільмун
Кургани Дільмун (араб. مدافن دلمون) - світова спадщина ЮНЕСКО , що містить некрополь на головному острові Бахрейн, датується епохою Ділмун і культурою Умм аль-Нар . 
Бахрейн був відомий з давнини великою кількістю поховань, можливо одне з найбільших кладовищ античного світу. Недавні дослідження показали, що тут міститься близько 350 000 стародавніх курганів, що могли бути побудованими за рахунок місцевого населення протягом кількох тисяч років. 
Назву Дільмун запропонував археолог Джеффрі Біббі, припускаючи, що Бахрейн і є тим загадковим місцем Ділмун, про яке згадується у шумерських табличках. Норвезький дослідник Тур Хеєрдал під час подорожі на очеретяному кораблі "Тигріс" доказав, що морський шлях від давніх шумерських міст до Бахрейну відповідає відстані, яка описана в табличках.

## Галерея

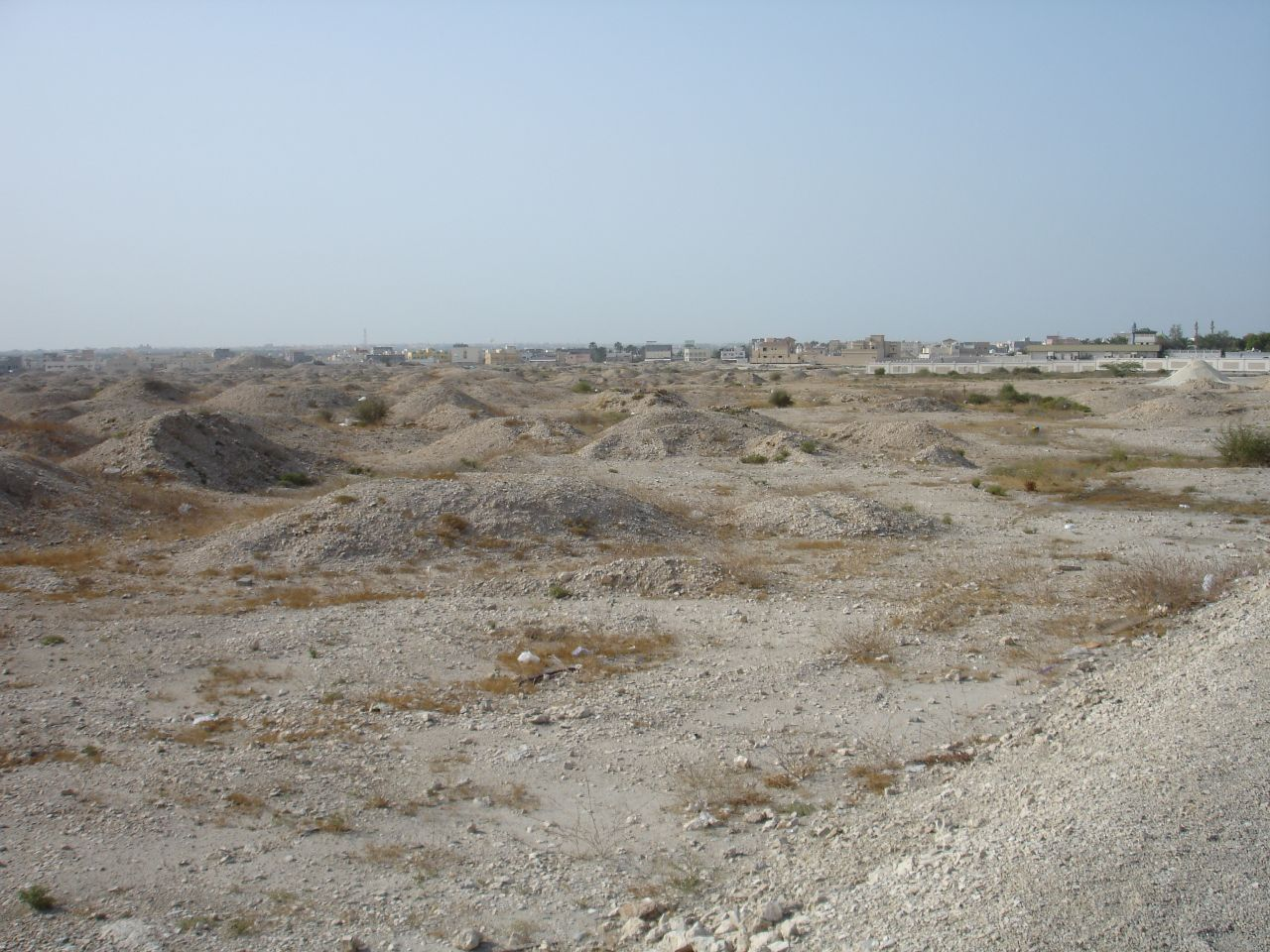
Кургани А'алі.
Карта із зазначенням локацій стародавніх курганів.
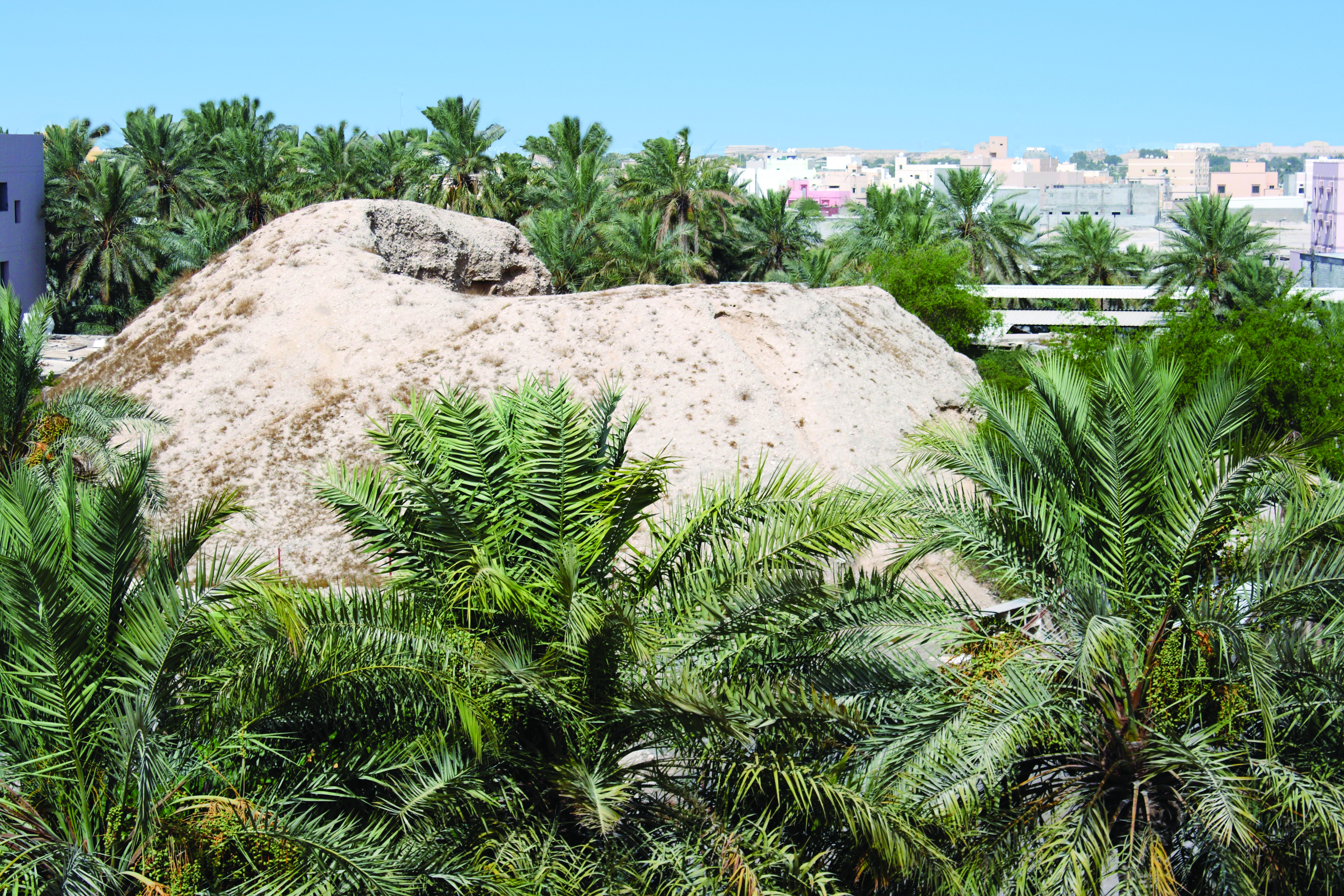